# Brookhaven (miasto)
Brookhaven – miasto w Stanach Zjednoczonych, w stanie Nowy Jork, w hrabstwie Suffolk.